# Krydor
Krydor es un pueblo canadiense situado en la provincia de Saskatchewan.

## Superficie
Krydor tiene una superficie de 0,94 km².

## Demografía
En 2021, tenía 15 habitantes, una densidad poblacional de 15,9 hab./km², y 25 viviendas.